# Гавриловские острова
Гавриловские острова — группа островов в Баренцевом море, входят в состав Кандалакшского государственного природного заповедника, Мурманская область.

## Географическое положение
Гавриловские острова расположены недалеко от Мурманского побережья, юго-центральная часть Баренцева моря, Североморский район. В административном отношении входят в состав Кольского района, Северо-Западный федеральный округ.
Ближайшая точка к континенту находится на расстоянии 130 метров. До ближайших населённых пунктов расстояние составляет: 7 км до поселка Дальние Зеленцы, 100 км до г. Североморск, 32 км до п. Туманный.

## Описание
Гавриловские острова представляют собой группу островов, состоящих из 6 основных островов и около 10 островков и рифов, расположенных между устьем реки Воронья на западе и мысом Ярнышный. Длина архипелага около 5,4 км, ширина порядка 1 км. Самая высокая точка из всех островов достигает 70 м над уровнем моря, о. Большой Гусинец. Площадь островного архипелага составляет порядка 95 га, площадь акватории — 1500 га. Зимой акватория не замерзает.
Берега Гавриловых островов в большей части представляют собой крутые уступы, покрыты разломами, представляющими собой глубокие и узкие щели на отвесных стенах, или же более широкие ложбины прорезающие редкие пологие склоны.

### Острова архипелага
- Большой Гавриловский — самый крупный из островов, расположенный на северо-западе оконечности группы, имеет вытянутую форму, расположен в 500 м от континента, длина 1,5 км, ширина 500 м, со стороны юго-восточного побережья находится безымянная скала, на самой высокой части острова находится точка геодезической триангуляции;
- Малый Гавриловский — находится в 1506 м от Большого Гавриловского острова, остров почти прямоугольный остров, длиной 260 м и шириной 210 м, максимальная высота 20,3 м над уровнем моря, вдоль южного и восточного побережья встречаются скалы;
- Баклан,
- Малые Воронухи,
- Большие Воронухи,
- Белая Луда — остров расположенный в 1 км восточнее Малого Гавриловского острова, имеет овальную форму, длиной порядка 340 м и шириной 180 м;
- Большой Гусинец — остров в 1,1 км к юго-востоку от Белой Уды, второй по величине из островов данного группы, длиной 600 м, ширина — 340 м;,
- Малые Гусинцы — группа островов (2 острова и несколько рифов), расположены в 520 м к юго-востоку от острова Большой Гусинец. Размеры островов составляют в длину 120 м ширину 110м — южный и 200 м и 100 м — северный[1].

## Флора
Флора Гавриловых островов представлена арктическими и субарктическими видами: морошка, вороника, злаки, щавель, ложечница лекарственная и овсяница холодолюбивая, родиола розовая, трехреберник Гукера, по краям дерновин поселяется очиток едкий. В укрытых от непогоды и птиц местах изредка встречается луговая растительность(1). Почти вся поверхность островов покрыта сплошным слоем торфа(не болотного происхождения).

## Фауна
Гавриловский архипелаг считается основным местом зимовки и размножения многих видов водоплавающих и околоводных птиц, ряд которых занесены в Красные книги МСОП, России и Мурманской области. Это основное место гнездования большого поморника (Stercorarius squa), большого крохаля (Mergus merganser), серебристой чайк (Larus argentatus), моевки (Rissa tridactyla), тупика (Fratercula arctica), хохлатого баклана, гага-гребенушка, обыкновенная гага, сибирская чайка, морская чайка, чистик, тупик.
Численность гнездящихся здесь кайр, тонкоклювой (Uria aalge) и толстоклювой (Uria lomvia), составляет более 3000 особей. Так же на Гавриловых островах можно встретить таких представителей фауны как: красно-серые полевки, ондатры, норки, горностай. Так же летом здесь можно встретить места залёжа серых тюлений.